# 西澤茂
西澤 茂（にしざわ しげる、1952年 - ）は、日本の医師。専門は脳神経外科。医学博士。産業医科大学教授。前産業医科大学病院副院長。

## 来歴
- 1970年　滋賀県立彦根東高等学校 卒業
- 1978年　信州大学医学部 卒業[1]
- 1980年　浜松医科大学脳神経外科 助手
- 1983年　焼津市立総合病院脳神経外科長
- 1985年　マサチューセッツ総合病院脳神経外科 研究員[1]
- 1995年　浜松医科大学脳神経外科 講師
- 1997年　リュブリャナ大学脳神経外科 研究員
- 2001年　浜松医科大学脳神経外科 助教授
- 2006年　産業医科大学脳神経外科 教授（現職）[1]
- 2011年　産業医科大学病院 副院長[1]

## 関連人物
- 小原一男

## 脚註
1. 1 2 3 4 5 6  九州医事新報2014.11